# Eremiti di San Girolamo

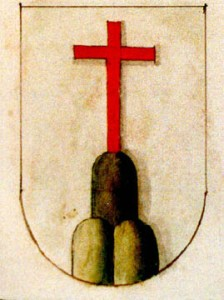
Lo stemma degli eremiti di San Girolamo (1605), dal manoscritto Insegne di varii prencipi et case illustri d'Italia e altre provincie, di Giacomo Fontana, Biblioteca Estense universitaria di Modena

Gli Eremiti di San Girolamo, detti di Fiesole (in latino Ordo Fratrum Eremitarum Sancti Hieronymi Congregationis Faesulani),  furono un ordine religioso attivo tra il 1405 e il 1668.

## Storia
La congregazione fu fondata da Carlo Guidi, della famiglia dei conti di Montegranelli, sacerdote della diocesi di Sarsina e membro del terz'ordine francescano.
Si ritirò a condurre vita comune con altri terziari presso l'oratorio di Santa Maria del Sepolcro sul colle di Fiesole e nel 1404, forse su consiglio del domenicano Giovanni Dominici, diede inizio alla nuova famiglia religiosa, dedicata a san Girolamo.
Il fondatore istituì anche un ramo secolare: la compagnia di San Girolamo.
Ancora vivente Carlo Guidi, sorsero i conventi di San Michele alla Porta a Verona, di San Girolamo a Padova e di Santa Maria delle Grazie a Venezia.
Gli eremiti di San Girolamo chiesero e ottennero il riconoscimento pontificio da Innocenzo VII, ma per la morte del papa non fu redatto il documento di approvazione; il successore di Innocenzo, papa Gregorio XII, diede forma giuridica all'approvazione con la bolla Sacrum nonnullorum dell'8 luglio 1415.
I religiosi erano sottoposti alla regola di sant'Agostino; i loro conventi erano strutturati in priorati, con una casa-madre e un preposito generale; il supremo organismo di governo dell'ordine era il capitolo generale, che si riuniva annualmente.
La loro spiritualità era ispirata agli scritti di san Girolamo ed era consuetudine nei conventi dell'ordine leggere la lettera XXII a Eustochio dopo le lodi mattutine.
Gli eremiti conducevano una vita ascetica e contemplativa, ma curavano anche le attività pastorali, lo studio e, a Bologna, l'insegnamento della teologia e delle arti liberali. Promuovevano la devozione a san Girolamo e alla Vergine delle Grazie.
Sotto il generalato di Giacomo d'Alessandria fu adottato un abito diverso da quello originale, troppo simile a quello dei terziari francescani: non accettando questa innovazione, il 20 agosto 1460 alcuni religiosi, riuniti nei conventi di San Girolamo a Padova e di San Pietro a Vicenza, si staccarono dall'obbedienza al preposito generale e furono assoggettati ai vescovi del luogo. La riunificazione dei due rami si ebbe pochi anni dopo e fu approvata da papa Paolo II il 20 giugno 1465.
A Roma gli eremiti avevano una sede presso il convento di San Salvatore de Corneliis, concesso loro da papa Pio IV, ma papa Paolo V nel 1612 fece demolire l'edificio per permettere al cardinal nepote di costruire il suo palazzo e diede ai religiosi la chiesa dei Santi Vincenzo e Anastasio a Trevi.
Nel Seicento l'ordine iniziò a manifestare segni di decadenza. Fu soppresso inizialmente solo a Napoli nel 1654 e poi, definitivamente, da papa Clemente IX con la bolla Romanus Pontifex del 6 dicembre 1668. Con una lettera al nunzio Lorenzo Trotti il papa concesse i beni dell'ordine alla Repubblica di San Marco per finanziare la guerra contro l'Impero ottomano.